# Antioquia de Pèrsia
Antioquia de Pèrsia (Antiochia ad Persis) fou una ciutat fundada o refundada a Persis per Antíoc I Sòter (324-263 aC).
Està testimoniada en dues inscripcions en una de les quals el rei selèucida demana al poble de Magnèsia del Meandre de colonitzar la ciutat, requeriment que fou contestat favorablement; a la segona inscripció es diu que el poble de Magnèsia del Meandre va enviar representants a Antíoc III el Gran (242-187 aC) que en aquell moment vivia a la ciutat d'Antioquia de Pèrsia, per demanar de presidir uns jocs atlètics. Com que se sap que en aquest temps l'interior del Fars estava sota control d'una dinastia local persa cal pensar que la ciutat estava situada a la zona costanera del Fars, potser a la península de Bushire (llavors península de Mesàmbria) i podria ser la Ioneca, situada en aquesta zona al mapa de Claudi Ptolemeu o bé Taoce, prop d'on va arribar l'almirall Nearc (possiblement l'aquemènida Tamukkan) més tard coneguda com a Tavak (sota els sassànides) o Tawwadj (sota els àrabs) i que es creu que correspon a jaciment arqueològic de Zira al riu Shapur al nord de Bushire.
Per a la ciutat moderna vegeu Nihawand